# معركة فيدنو
وقعت معركة فيدينو بين القوات الفيدرالية الروسية والمتمردين الشيشان للسيطرة على منطقة فيدينسكي الجبلية في جنوب شرق الشيشان وعاصمتها فيدينو.

## معركة
بدأت المعركة في 13 أغسطس 2001، عندما استولى المتمردون الشيشان على قرية بينوي-يورت، وهاجموا مكتب قائد عسكري محلي، ووضعوا نقاط تفتيش على طريق استراتيجي يؤدي إلى الجنوب إلى مدينة فيدينو. وقيل إن الموالين لموسكو قتلوا على أيدي المتمردين. استمر القتال العنيف في اليوم التالي في 14 أغسطس، ووصف بأنه «أعنف هجوم من قبل المقاتلين الشيشان في الأشهر السبعة عشر الماضية». [بحسب من؟] نفى مصدر روسي تقارير من وكالات مستقلة، زاعمًا أن الوضع تحت السيطرة. ومع ذلك، تم إرسال تعزيزات فيدرالية على الفور إلى المنطقة. ووصف سيرغي ياسترجمبسكي المتحدث الرئاسي الروسي ان التطورات الأخيرة بأنها «تقليد للنشاط من قبل العصابات». [بحاجة لمصدر]
بدأ الجيش الروسي بإطلاق صواريخ سكود على فيدينو في 15 أغسطس. في هذه الأثناء، ضرب المتمردون طائرة هليكوبترعسكرية بقاذفة قنابل يدوية بالقرب من تسا فيدينو، مما أدى إلى تحطمها ومقتل كلا الطيارين. وبعد ذلك بيومين في 17 أغسطس ، أسقط المقاتلون الشيشان طائرة هليكوبتر ثالثة، كانت وكيلة وزارة الإعلام آنذاك، مولادي أودوغوف.جعلت المسؤولون الروس بنفي الخبر جزئيا، واعترفوا فقط بطائرتين سقطتا.
وأعلنت الحكومة الروسية في 22 أغسطس أن الجيش أصاب شامل باساييف، وهو أكثر المطلوبين في البلد الذي قتل أكثر من 35 متمرداً آخر في الشيشان، بينما أصر موقع موالٍ للمتمردين على أن أكثر من 40 روسيًا قد لقوا حتفهم في قتال شرس، بينهم 14 في روسيا. في الكمائن منفصلة.
في 26 أغسطس، تمكن المتمردون الشيشان من السيطرة على فيدينو. في نفس الوقت، ذكرت وسائل الإعلام الروسية، نقلاً عن مصادر عسكرية، حدوث زيادة مفاجئة في عدد الهجمات على القوات الفيدرالية في المقاطعات الشمالية في الشيشان، والتي كان يُنظر إليها من قبل على أنها قد تم تهدئتها.